# Epicosymbia
Epicosymbia là một chi bướm đêm thuộc họ Geometridae.

## Các loài
- Epicosymbia albivertex (Swinhoe, 1892)
- Epicosymbia ancillaria
- Epicosymbia chrysoparalias
- Epicosymbia conspersa
- Epicosymbia dentisignata
- Epicosymbia nitidata
- Epicosymbia perrufa Warren, 1897
- Epicosymbia perstrigulata (Prout, 1913)
- Epicosymbia spectrum
- Epicosymbia subfasciata